# Psidium laruotteanum
Psidium laruotteanum är en myrtenväxtart som beskrevs av Jacques Cambessèdes. Psidium laruotteanum ingår i släktet Psidium och familjen myrtenväxter. Inga underarter finns listade i Catalogue of Life.